# Петър Добрев (офицер)
Петър Петков Добрев е български офицер, полковник от кавалерията, командир на взвод от 25-ри драгомански пехотен полк през Първата световна война (1915 – 1918) и командир на 2-ра конна дивизия (1945).

## Биография
Петър Добрев е роден на 19 февруари 1899 г. в Злогош, Княжество България. През 1916 г. завършва Военното на Негово Величество училище, на 5 октомври е произведен в чин подпоручик и взема участие в Първата световна война| (1915 – 1918) като командир на взвод от 25-ри драгомански пехотен полк. На 6 май 1918 г. е произведен в чин поручик. Служи в 39-и пехотен солунски полк и 1-ви конен полк. На 6 май 1924 г. е произведен в чин капитан, през 1925 г. е назначен на служба в 4-та жандармерийска конна група, а от 1928 г. е на служба в ШРБЕК.
През 1934 г. капитан Добрев е назначен на служба в 1-ви конен полк, на 26 август 1935 г. е произведен в чин майор и същата година е назначен за домакин на 4-ти конен полк. На 6 май 1937 г. е произведен в чин подполковник, през 1940 г. е назначен за помощник-командир на 8-и конен полк, на 6 май 1941 г. е произведен в чин полковник, след което през 1944 г. е назначен на служба във 2-ра конна бригада от състава на 2-ра конна дивизия, като след войната от 1945 г. командва самата дивизия. Уволнен е от служба на 17 януари 1946 година.

## Военни звания
- Подпоручик (5 октомври 1916)
- Поручик (30 май 1918)
- Капитан (6 май 1924)
- Майор (26 август 1935)
- Подполковник (6 май 1937)
- Полковник (6 май 1941)